# Françoise Seigner
Pour les articles homonymes, voir Seigner.
Françoise Seigner, née le 7 avril 1928 à Paris 6e et morte le 13 octobre 2008, est une comédienne française, sociétaire honoraire de la Comédie-Française.

## Biographie
Née en avril 1928,, fille des comédiens Louis Seigner, (1903-1991), sociétaire de la Comédie-Française, et Marie Cazaux (1903-1991), Françoise Seigner appartient à une famille d'artistes ; son frère Jean-Louis (1941-2020) est photographe et le père de trois artistes, Emmanuelle, Mathilde et Marie-Amélie Seigner,,.
À vingt ans, malgré les réticences de son père et avec le soutien de sa mère, elle embrasse une carrière de comédienne. Après avoir suivi le cours Denis d'Inès, elle est élève au Conservatoire national d'art dramatique, dans la classe de Yonnel. Au concours de 1953, elle obtient le 2e Prix de comédie classique dans le rôle de Camille (On ne badine pas avec l'amour, Musset) et le 1er accessit (distinction honorifique pour l'élève dont les résultats avoisinent les lauréats d'un prix) de comédie moderne dans le rôle de Catharina (La Mégère apprivoisée, Shakespeare).
À sa sortie, le 1er septembre 1953, elle entre comme pensionnaire à la Comédie-Française, dont son père est toujours un pilier, et où elle va faire l'essentiel de sa carrière. Trois ans plus tard, elle quitte cependant la « Maison de Molière », pour jouer sous la direction de Jacques Fabbri, Roger Planchon, Georges Wilson et Jean-Laurent Cochet, ainsi qu'aux côtés de Michel Simon dans Du vent dans les branches de sassafras de René de Obaldia.
Elle réintègre la Comédie-Française comme pensionnaire, le 6 février 1967,, pour créer sous la direction de Michel Duchaussoy La Commère de Marivaux,. Comédienne classique, devenue la 446e sociétaire en 1968, elle joue tout le répertoire du Français : soubrette chez Molière et chez Marivaux, Agrippine dans Britannicus dirigée par Jean-Luc Boutté, Costanza dans La Trilogie de la villégiature de Goldoni, Madame Lidoine des Dialogues des Carmélites de Georges Bernanos, Hécube dans La guerre de Troie n'aura pas lieu de Giraudoux mise en scène par Raymond Gérôme, Madame Gervaise dans Le Mystère de la charité de Jeanne d'Arc de Charles Péguy par Jean-Paul Lucet… Sous la direction de Jacques Lassalle, elle interprète Le Silence de Nathalie Sarraute, Un mari d'Italo Svevo, et les Papiers d'Aspern d'après Henry James.
Voix de stentor et caractère fort, elle est décrite comme une actrice énergique et généreuse, héritière de certitudes ancrées sur l’art dramatique qui la rendent parfois difficile à diriger.
Elle met en scène Esther de Racine et Nicomède de Corneille pour la Comédie-Française, et à l'extérieur Les Femmes savantes, puis, au Théâtre des Célestins de Lyon, le Menteur et la Suite du Menteur de Corneille (1986), les Filles de la voix de J. J. Varoujean (1990.)
Plus rare à l'écran, elle apparaît notamment dans L'Enfant sauvage de François Truffaut et Le Jeune Marié de Bernard Stora, ainsi que dans la saga télévisée Les Maîtres du pain d'Hervé Baslé.
Elle prend sa retraite le 5 février 1998, et devient le lendemain sociétaire honoraire du Français. Cependant, elle apparaît quelquefois sur la scène du Théâtre du Vieux-Colombier où elle bénéficie d'un hommage organisé par Muriel Mayette lors de la saison 2007-2008.
Atteinte d'un cancer du pancréas, elle meurt à l'âge de 80 ans en 2008,. Elle est inhumée au cimetière d'Arcisse à Saint-Chef (Isère), commune de naissance de son père.

## Théâtre

### Comédie-Française

#### Comédienne
- 1953 à 1956 :
  - Henriette, Étienne, de Jacques Deval, mise en scène de Louis Seigner
  - Claudine, George Dandin, Molière, mise en scène Georges Chamarat
  - Émilienne, Le Pavillon des enfants, Jean Sarment, mise en scène Julien Bertheau, 24 mai 1955
  - Éliante, Le Misanthrope, Molière, mise en scène Pierre Dux
  - Dorine, Tartuffe, Molière, mise en scène Fernand Ledoux
  - Mme Jacqueline, Jeanne d'Arc, Charles Péguy, mise en scène Jean Marchat
  - Annette, Poil de carotte, Jules Renard
  - Sabine, Le Menteur, Pierre Corneille, mise en scène Denis d'Inès
  - Mlle Hervé, L'Impromptu de Versailles, Molière, mise en scène Pierre Dux
  - le Chœur, On ne badine pas avec l'amour, Alfred de Musset, mise en scène Maurice Escande
  - Gotte, La Gageure imprévue, Michel-Jean Sedaine, mise en scène Jean Marchat
  - Reine Caroline, Madame Sans-Gêne, Victorien Sardou et Émile Moreau, mise en scène Denis d'Inès
  - une Ouvrière, Crainquebille, Anatole France, mise en scène Louis Seigner
  - l'Hymen, Comme il vous plaira, Shakespeare, mise en scène Jacques Charon
  - première Précieuse, Cyrano de Bergerac, Edmond Rostand, mise en scène Pierre Dux
  - une femme, L'Homme de cendres, André Obey, mise en scène Pierre Dux
  - Rose, Les Mal-aimés, François Mauriac, mise en scène Jean-Louis Barrault
  - Martine, Les Femmes savantes, Molière, mise en scène Jean Debucourt
  - un personnage de Chevoche, L'Annonce faite à Marie, Paul Claudel, mise en scène Julien Bertheau, 17 janvier 1955
  - Mlle Beaulieu, Est-il bon ? Est-il méchant ?, Denis Diderot, mise en scène Henri Rollan
- 1967 :
  - Madame Alain, La Commère, Marivaux, mise en scène Michel Duchaussoy
  - Martine, Le Médecin malgré lui, Molière, mise en scène Jean-Paul Roussillon
- 1968 :
  - Nérine, Le Joueur, Jean-François Regnard, mise en scène Jean Piat
  - Annette, Feu la Mère de Madame, Georges Feydeau, mise en scène Fernand Ledoux
  - Dorine, Tartuffe, Molière, mise en scène Jacques Charon
  - Toinette, Le Malade imaginaire, Molière, mise en scène Robert Manuel
  - Frosine, l'Avare, Molière, mise en scène Jacques Mauclair
  - Mme Floche, Le commissaire est bon enfant, Georges Courteline et Jules Lévy, mise en scène Jean-Paul Roussillon
- 1969 :
  - Frosine, L'Avare, Molière, mise en scène Jean-Paul Roussillon
  - Mère Madeleine de Sainte-Agnès, abbesse, Port-Royal, Henry de Montherlant, mise en scène Jean Meyer
- 1970 :
  - la baronne de Mantes, Il ne faut jurer de rien, Alfred de Musset, mise en scène Michel Duchaussoy
  - Nérine, Monsieur de Pourceaugnac, Molière, mise en scène Jacques Charon
- 1971 :
  - la Duègne, Ruy Blas, Victor Hugo, mise en scène Raymond Rouleau
  - Toinette, Le Malade imaginaire, Molière, mise en scène Jean-Laurent Cochet
  - Marguerite, Le Général inconnu, René de Obaldia, mise en scène Jacques Rosner
- 1972 :
  - Madame Alain, La Commère, Marivaux, mise en scène Michel Duchaussoy
  - Dorine et Toinette, La Troupe du Roy, d'après Molière, mise en scène Paul-Émile Deiber
  - Madame Jourdain, Le Bourgeois gentilhomme Molière, mise en scène Jean-Louis Barrault
  - Martine, Le Médecin malgré lui, Molière, mise en scène Jean-Paul Roussillon
- 1973 :
  - Toinette, Le Malade imaginaire, Molière, mise en scène Jean-Laurent Cochet
  - Mme Champbaudet, La Station Champbaudet, Eugène Labiche et Marc-Michel, mise en scène Jean-Laurent Cochet
- 1974 :
  - Lisette, Le Légataire universel, Regnard, mise en scène Jean-Paul Roussillon
  - la Grand'mère paternelle, Dorine, la 1re dame, la spectatrice et Elvire, L'Impromptu de Marigny, Jean Poiret, mise en scène Jacques Charon
  - Martine, Le Médecin malgré lui, Molière, mise en scène Jean-Paul Roussillon
- 1975 :
  - Livie, Cinna de Corneille, mise en scène Simon Eine, Petit Odéon
  - Josie Hogan, Une lune pour les déshérités, Eugene O'Neill, mise en scène Jacques Rosner, Petit Odéon
  - Madame Malingear, La Poudre aux yeux, Eugène Labiche et Édouard Martin, mise en scène Jacques Charon
- 1976 :
  - Madame Alain, La Commère, Marivaux, Jean-Paul Roussillon
- 1977 :
  - Toinette, Le Malade imaginaire, Molière, mise en scène Jean-Laurent Cochet
  - Blanche, Doit-on le dire ?, Eugène Labiche et Alfred Duru, mise en scène Jean-Laurent Cochet
- 1978 :
  - Philaminte, Les Femmes savantes, Molière, mise en scène Jean-Paul Roussillon
  - Costanza, La Trilogie de la Villégiature, Carlo Goldoni, mise en scène Giorgio Strehler
- 1980 :
  - Mère Madeleine de Sainte-Agnès, abbesse, Port-Royal, Henry de Montherlant, mise en scène Jean Meyer
  - Flaminia, La Double Inconstance, Marivaux, mise en scène Jean-Luc Boutté
- 1982 :
  - Armande Mangebois, Intermezzo, Jean Giraudoux, mise en scène Jacques Sereys
- 1983 :
  - Frosine, L'Avare, Molière, mise en scène Jean-Paul Roussillon
  - Madame Gervaise, Le Mystère de la charité de Jeanne d'Arc, Charles Péguy, mise en scène Jean-Paul Lucet, aux Thermes de Cluny
  - Madame Aubain, Félicité, Jean Audureau, mise en scène Jean-Pierre Vincent
- 1986 :
  - Madame Jourdain, Le Bourgeois gentilhomme, Molière, mise en scène Jean-Luc Boutté
- 1987 :
  - Madame Lidoine, Dialogue des Carmélites de Georges Bernanos d'après Gertrud von Lefort, Raymond Leopold Bruckberger, Philippe Agostini, mise en scène Gildas Bourdet, Comédie-Française : à l'Opéra de Lille, au Théâtre de la Porte-Saint-Martin
  - Madame Malingear, La Poudre aux yeux, Eugène Labiche et Édouard Martin, mise en scène Pierre Mondy
- 1988 :
  - Hécube, La guerre de Troie n'aura pas lieu, Jean Giraudoux, mise en scène Raymond Gérôme
  - Madame Gervaise, Le Mystère de la charité de Jeanne d'Arc, Charles Péguy, mise en scène Jean-Paul Lucet
- 1989 :
  - Agrippine, Britannicus, Jean Racine, mise en scène Jean-Luc Boutté
- 1991 :
  - Arianna, Un mari, Italo Svevo, mise en scène Jacques Lassalle, Théâtre national de la Colline
- 1993 :
  - F1, Le Silence, Nathalie Sarraute, mise en scène Jacques Lassalle, Théâtre du Vieux-Colombier
- 2003 :
  - Juliana Bordereau, Les Papiers d'Aspern, d'après Henry James, mise en scène Jacques Lassalle, Théâtre du Vieux-Colombier

Mises en scène
- 1987 : Esther, Jean Racine
- 1988 : Nicomède, Pierre Corneille

### Hors Comédie-Française
- Anne de Clèves, J. Canolle
- 1960 : Attila de Corneille, mise en scène Jean Serge, Festival de Barentin
- 1961 : La Jument du Roi de Popesco De Malet, mise en scène Jacques Fabbri, Théâtre de la Renaissance
- 1962 : Les Joyeuses Commères de Windsor de William Shakespeare, mise en scène Guy Lauzin, Théâtre de l'Ambigu, Compagnie Jacques Fabbri ;
- 1962 : Le Malade imaginaire de Molière, mise en scène Jean Favre-Bertin, Théâtre de l'Ambigu
- 1962 : Tartuffe de Molière, mise en scène Roger Planchon, Théâtre de la Cité de Villeurbanne
- 1962 : La Folie Rostanov d'Yves Gasc, mise en scène Maurice Guillaud, Théâtre Montansier
- 1964 : Maître Puntila et son valet Matti de Brecht, mise en scène Georges Wilson, TNP Théâtre de Chaillot
- 1965 : Du vent dans les branches de sassafras de René de Obaldia, mise en scène René Dupuy, Théâtre Gramont
- 1965 : Le Bourgeois gentilhomme de Molière, mise en scène Jean Darnel, Château d'Angers
- 1965 : Port-Royal de Henry de Montherlant, mise en scène Jean Marchat, Festival d'Angers
- 1967 : Tartuffe de Molière, mise en scène Roger Planchon, Festival d'Avignon
- 1964 : Arsinoé, le Misanthrope, Molière, Théâtre de la Madeleine
- 1976 : Arsinoé, le Misanthrope, Molière
- Le Mystère de la charité de Jeanne d'Arc, Charles Péguy
- 1973 : Les Femmes savantes de Molière, mise en scène Michel Debane, Festival d'Amboise, Philaminte
- 1976 : Roméo et Juliette de William Shakespeare, mise en scène Jean-Paul Lucet, Festival des jeux du théâtre de Sarlat et la Dordogne
- 1977 : Philaminte, les Femmes savantes, Molière
- 1980 : L’Escalade de Victor Haïm, mise en scène Georges Werler
- 1979 : Dorine, Tartuffe, Molière
- 1990 : La Nourrice, Roméo et Juliette, Shakespeare, Festival de Fourvière
- 1997 : Le Mystère de la charité de Jeanne d'Arc de Charles Péguy, mise en scène Jean-Paul Lucet, Théâtre des Célestins
- 2000 : Le ciel est égoïste de Pierre-Olivier Scotto et Martine Feldmann, mise en scène Pierre Aufrey, Théâtre du Palais-Royal, Théâtre Montansier
- Juliana Bordereau, les Papiers d'Aspern, Jean Pavans d'après Henry James, mise en scène Jacques Lassalle, Théâtre Vidy-Lausanne, 2002

### Metteur en scène
- 1977 : Les Femmes savantes, Molière, Festival de Sarlat
- 1986 : Les Femmes savantes, Molière, Théâtre de Boulogne-Billancourt
- 1986 : Le Menteur et La Suite du Menteur, Corneille, Théâtre des Célestins
- 1989 : Phèdre, Racine, Théâtre Mouffetard
- La Métromanie, Alexis Piron, Théâtre du Musée Grévin
- 1989 : Les Filles de la voix de Jean-Jacques Varoujean, Théâtre des Célestins
- 1991 : L'Étourdi ou les Contretemps, Molière, Théâtre Mouffetard
- 1996 : Le Menton du chat de Véra Feyder, Théâtre Mouffetard
- 1996 : Le Mal de mère de Pierre-Olivier Scotto, Théâtre de la Madeleine
- 1998 : Le Mal de mère de Pierre-Olivier Scotto, Théâtre du Palais-Royal

## Filmographie

### Cinéma
- 1965 : Les Pieds dans le plâtre de Jacques Fabbri
- 1970 : L'Enfant sauvage de François Truffaut : Mme Guérin
- 1982 : Les Misérables de Robert Hossein : La Thénardier
- 1983 : Le Jeune Marié de Bernard Stora
- 2005 : Mon petit doigt m'a dit de Pascal Thomas : Tante Ada

### Télévision
- 1967 : Les sept de l’escalier 15
- 1968 : Au théâtre ce soir : Le commissaire est bon enfant de Georges Courteline, mise en scène Jean-Paul Roussillon, réalisation Pierre Sabbagh, Théâtre Marigny (Spectacle de la Comédie-Française)
- 1970 : Au théâtre ce soir : Les Joyeuses Commères de Windsor de William Shakespeare, mise en scène Jacques Fabbri, réalisation Pierre Sabbagh, Théâtre Marigny
- 1972 : Pot-Bouille
- 1973 : Monsieur Émilien est mort de Jean Pignol
- 1975 : Marie-Antoinette de Guy Lefranc
- 1978 : Au théâtre ce soir : La Trilogie de la villégiature de Carlo Goldoni
- 1980 : Au théâtre ce soir : Doit-on le dire ? d'Eugène Labiche
- 1993 : Les Maîtres du pain d'Hervé Baslé
- 1994 : Princesse Alexandra de Denis Amar

## Publication
- Louis Seigner, une biographie affective, éditions du Rocher, 2007

## Distinctions
- Chevalier de la Légion d'honneur
- Officier de l'ordre national du Mérite
- Commandeur de l'ordre des Arts et des Lettres

## Autres sources
- Fabienne Darge, « Françoise Seigner, comédienne », Le Monde du 18 octobre 2008
- « Françoise Seigner », site de la Comédie française. Consulté le 19 octobre 2008
- Fabienne Pascaud, « Françoise Seigner, la servante magnifique », Télérama.fr, 15 octobre 2008
- Muriel Mayette et Pierre Notte, « Hommage à Françoise Seigner », Comédie Française, octobre 2008. Consulté le 19 octobre 2008